# 王树增
王树增（1952年2月—），北京人，中華人民共和國作家，一级作家，中國共產黨党员，碩士學歷。现任中華人民共和國武警总部政治部创作室主任，少将军衔。

## 生平
1968年赴山西临汾乡村下放插队，务农。1970年参军，历任中国人民解放军空降兵第15军战士、班长，武汉军区空军政治部创作室专业作家，鲁迅文学院教师，广州军区战士话剧团编剧。1983年开始发表作品。1991年，毕业于北京师范大学研究生院作家研究生班。1992年，加入中国作家协会。

## 主要作品
- 《红鱼》
- 《黑峡》
- 《鸽哨》
- 《朝鲜战争》ISBN 9787020069200
- 《解放战争》（上）ISBN 9787020073580 （下）ISBN 9787020073733
- 《长征》ISBN 9787020057986
- 《1901》ISBN 9787020083527
- 《1911》ISBN 9787020073931
- 《抗日战争》（第一卷）ISBN 9787020110032 （第二卷）ISBN 9787020110056 （第三卷）ISBN 9787020110063

## 观点
王树增认为，若朝鲜再次爆发战争，中国将会采取外交手段，而非直接出兵朝鲜

## 外部連結
- 王樹增 - 中國軍網 （页面存档备份，存于）